# كمال أقبابا
كمال أقبابا (بالتركية: Kemal Akbaba)‏ هو لاعب كرة قدم تركي في مركز الهجوم، ولد في 1 أبريل 1988 في سليم ‏ في تركيا. شارك مع فريق تركيا الوطني لكرة القدم للشباب ومنتخب تركيا تحت 19 سنة لكرة القدم. أما مع النوادي، فقد لعب مع أوفتاس سبور وبي بي أرضروم سبور وسامسون سبور وغنتشلربيرليغي ونادي تورك تليكوم.

## وصلات خارجية
- كمال أقبابا على موقع اتحاد تركيا (لاعب) (الإنجليزية)
- كمال أقبابا على موقع قاعدة بيانات كرة القدم.إي يو (الإنجليزية)